# Etisus anaglyptus
Cua lửa (Danh pháp khoa học: Etisus anaglyptus) là một loài cua biển trong họ gíap xác Xanthidae.